# Hermann Brecht
Hermann Bernhard Brecht ( 10. svibnja 1853. – 23. listopada 1927.) je bio njemački general i vojni zapovjednik. Tijekom Prvog svjetskog rata zapovijedao je 1. konjičkom divizijom i VI. konjičkim korpusom na Istočnom i Zapadnom bojištu.

## Vojna karijera
Hermann Brecht je rođen 10. svibnja 1853. godine. Tijekom vojne karijere od 1873. služi u 13. schleswig-hollsteinskoj dragunskoj pukovniji. Od 1875. pohađa Vojnu konjičku školu u Hannoveru, nakon čega se ponovno vraća na službu u 13. schleswig-hollsteinsku dragunsku pukovniju. U studenom 1882. promaknut je u čin poručnika, dok čin konjičkog satnika dostiže u prosincu 1888. godine. Od 1888. nalazi se na službi kao pobočnik u 22. konjičkoj brigadi smještenoj u Kasselu, nakon čega od srpnja 1889. zapovijeda satnijom u 1. westfalijskoj husarskoj pukovniji "Kaiser Nikolaus II von Russland". U navedenoj pukovniji nalazi se na službi iduće tri godine, do 1892., kada je imenovan instruktorom u Vojnoj konjičkoj školi u Hannoveru. U rujnu 1897. unaprijeđen je u čin bojnika, da bi 1900. bio premješten na službu u stožer 2. hannoverske ulanske pukovnije. U navedenoj pukovniji nalazi se na službi do studenog 1903. kada je imenovan zapovjednikom Vojne konjičke škole.
U ožujku 1904. promaknut je u čin potpukovnika, dok je u rujnu 1906. unaprijeđen u čin pukovnika. U veljači 1908. postaje zapovjednikom dragunske pukovnije "Freiherr von Manteuffel" koju dužnost obnaša do listopada 1909. kada je imenovan zapovjednikom 1. konjičke brigade sa sjedištem u Königsbergu. U rujnu 1910. promaknut je u čin general bojnika, da bi čin general poručnika dostigao u ožujku 1913. godine. Istodobno s tim imenovanjem imenovan je glavnim inspektorom 1. konjičke inspekcije sa sjedištem u Posenu.

## Prvi svjetski rat
Na početku Prvog svjetskog rata Brecht je imenovan zapovjednikom 1. konjičke divizije koja se na Istočnom bojištu nalazio u sastavu 8. armije. Kao zapovjednik 1, konjičke divizije sudjeluje u prvim bitkama na Istočnom bojištu. Najprije sudjeluje u Bitci kod Stllupönena, te nakon toga u Bitci kod Gumbinenna. Potom sudjeluje u velikoj njemačkoj pobjedi u Bitci kod Tannenberga i Prvoj bitci na Mazurskim jezerima koja je nakon toga uslijedila. Tijekom 1915. 1. konjička divizija ulazi u sastav 10. armije u sastavu koje sudjeluje u zauzimanju Kovna i Vilne.
Početkom rujna 1916. postaje zapovjednikom VI. konjičkog korpusa zamijenivši na tom mjestu Otta von Garniera. Navedeni korpus, koji se nalazio na Istočnom bojištu u sastavu 10. armije, u studenom te iste godine preustrojem postaje LIX. korpus, te drži liniju bojišta kod Daugavpilsa. U svibnju 1917. korpus je premješten na Zapadno bojište gdje ulazi u sastav Armijskog odjela A. U studenom 1917. Brecht je smijenjen s mjesta zapovjednika LIX. korpusa, te je stavljen na raspolaganje. Na mjestu zapovjednika LIX. korpusa zamjenjuje ga Erich von Redern.

## Poslije rata
Brecht do kraja rata nije dobio novo zapovjedništvo. Preminuo je 23. listopada 1927. godine u 74. godini života. 